# 斯蒂尼
斯蒂尼（法語：Stigny，法語發音：[stiɲi]）是法国勃艮第-弗朗什-孔泰大区约讷省的一个市镇，属于阿瓦隆区。

## 地理
斯蒂尼（47°46'26"N, 4°13'58"E）面积17.86 平方千米，位于法国勃艮第-弗朗什-孔泰大區约讷省，该省份为法国中北部内陆省份，西接卢瓦雷省，西北接塞纳-马恩省，南至涅夫勒省，东临科多尔省，东北与奥布省接壤。
与斯蒂尼接壤的市镇（或旧市镇、城区）包括：上塞讷瓦、拉维耶尔、沙西涅勒、格朗、瑞利。

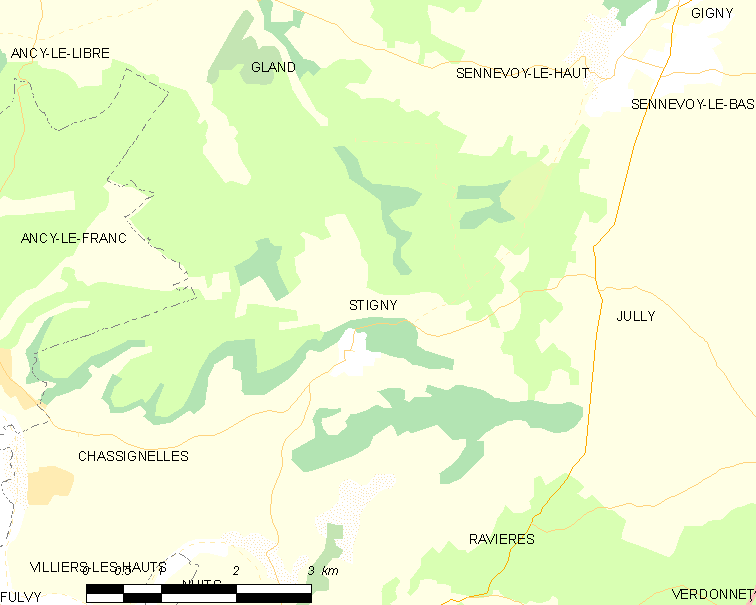
斯蒂尼的OSM定位图

斯蒂尼的时区为UTC+01:00、UTC+02:00（夏令时）。

## 行政
斯蒂尼的邮政编码为89160，INSEE市镇编码为89403。

## 政治
斯蒂尼所属的省级选区为托内鲁瓦县。

## 人口

1962-2008年间斯蒂尼人口变化图示

斯蒂尼于2022年1月1日时的人口数量为88人。